# Ospa ptaków
Ospa ptaków – wirusowa choroba ptaków, zarówno utrzymywanych przez człowieka, takich jak: kury, indyki, gołębie czy kanarki, ale również u ptaków dzikożyjących. Przebiega z objawami charakterystycznych krost ospowych pojawiających się na skórze lub błonach śluzowych w zależności od postaci choroby.

## Etiologia
Przyczyną choroby jest Avipoxvirus z rodziny Poxviridae należący do tak zwanych megawirusów. Jest to wirus swoisty dla ptaków, nie dając odporności krzyżowej z wirusami ospy ssaków.

## Występowanie
Choroba występuje we wszystkich krajach posiadających produkcję drobiarską. W Polsce choroba występuje bardzo rzadko i coraz częściej dotyczy ptaków towarzyszących – kanarków, niż kur czy indyków.

## Objawy
U kur, indyków i gołębi może wystąpić jedna z trzech postaci choroby:
- postać skórna – pojawiają się typowe krosty ospowe na grzebieniu, dzwonkach, na skórze kończyn i w okolicach dziobu i steku[1]
- postać śluzówkowa – pojawiają się liczne, żółte lub ciemnobrązowe serowate naloty na błonach śluzowych, ponadto chore ptaki mają nastroszone pióra i problemy z poruszaniem (chwiejny chód)[2][1]
- postać mieszana – występują objawy obu wymienionych wyżej postaci choroby jednocześnie[1]

U kanarków choroba przebiega zazwyczaj w postaci skórnej, ale czasami zdarza się, że dochodzi do posocznicy, u ptaków takich występuje silna duszność przy braku objawów skórnych.
U gołębi postać skórna występuje najczęściej. Zmiany lokalizują się zazwyczaj na brzegach powiek, w kątach dzioba i na skórze nóg.

## Rozpoznanie i postępowanie
Do rozpoznania choroby wystarczające są charakterystyczne objawy. Można wykonywać badanie histopatologiczne zmienionej tkanki w celu upewnienia. W rozpoznaniu można również zastosować metody serologicznej (test seroneutralizacji lub ELISA) oraz metody molekularne – PCR.
Brak jest swoistego leczenia przyczynowego. Leczenie wspomagające jest skomplikowane oraz czasochłonne i zawsze wymaga fachowej pomocy lekarza weterynarii.
Dostępne są żywe szczepionki przeciwko wirusowi ospy.